# La Estación (canción)
«La Estación» es un sencillo de Los Abuelos de la Nada, editado en el compilado de Mandioca Underground, grabado en 1968 y publicado en 1969. Esta sería la última canción publicada por la primera formación del grupo antes de su ruptura en 1970, y también el único formado sin su líder Miguel Abuelo, que se había separado del grupo y cedido su liderazgo a Pappo. La letra fue escrita por el mismo Pappo, y junto con Diana Divaga y Tema en flu sobre el planeta fueron las únicas canciones publicadas por el grupo entre 1967 y 1970.

## Mandioca Underground
Mandioca Underground, es un compilado de sencillos de diferentes grupos de rock publicado y editado en 1969 por el sello Mandioca. El compilado tenía temas de Grupos como Vox Dei, Manal, Moris, entre otros, incluyendo a Los Abuelos, y temas reconocidos como El Oso y Mariposa de Madera, este último escrito por Miguel Abuelo, que tras su separación editó a su nombre algunos temas que iba a editar con el grupo. Los temas del disco son:
1. No pibe (Manal)
2. You (Samantha Summers)
3. Azúcar amarga (Vox Dei)
4. Mariposas de madera (Miguel Abuelo)
5. Para ser un hombre más (Manal)
6. Monsieur Ducau (Hielo)
7. Candy (Piel Tierna)
8. El Oso (Moris)
9. Territorio prometido (Xawks)
10. Escúchame entre el ruido (Moris)
11. La estación (Los Abuelos de la Nada)

## Integrantes
Sin Miguel Abuelo como líder e integrante del grupo, la formación se mantuvo en 1969:
- Pappo: Primera guitarra y voz
- Micki Lara: Segunda guitarra
- Alberto "Carozo" Lara: Bajo
- Héctor "Pomo" Lorenzo: Batería
- Eduardo "Mayoneso" Fanacoa: Teclados